# Katakomberne i Paris
Katakomberne i Paris (fransk Catacombes de Paris; egl. les Carrières de Paris) er 300 kilometer underjordiske gange, skakter og rum i nedlagte kalkstensbrud i Paris, hvoraf en del benyttes som begravelsesplads.
En sammenhængende strækning på cirka 1,7 kilometer af katakomberne 20 meter under gadeplan ved Montparnasse i det 14. arrondissement er offentligt tilgængeligt som en  turistattraktion. Ved indgangen står inskriptionen: "Arrete! C'est ici L'Empire de la Morte" – "Stop! Her er Dødens rige".
De underjordiske gange og rum var et kalkstensbrud fra den romerske periode, men blev taget i brug som begravelsesplads, da kirkegården Cimetière des Innocents i slutningen af 1700-tallet var blevet så fyldt, at den udgjorde en  sundhedstrussel for indbyggerne, og man måtte flytte de mange lig, ben og knogler til et nyt og bedre sted.

## Historie
Kirkegården Cimetière des Innocents ved Les Halles og square des Innocents havde været begravelsesplads siden 1200-tallet og fremstod i 1780'erne med overfyldte lighuse og massegrave med rådnende lig. Med generationer af døde fra 20 sogne i Paris var Cimetière des Innocents blevet en alvorlig smittekilde for infektionssygdomme. I nærheden af rue de la Lingerie lå en fattigkirkegård til 2.000.
Paris var i forvejen hårdt belastet med kirkegårde ved kirkerne, og indbyggerne i området henvendte sig til myndighederne og gav udtryk for deres bekymring. De mente, at korruption havde medført, at antallet begravede langt oversteg, hvad kirkegårdene kunne rumme. Indbyggerne sagde ironisk, at der var så mange døde under området, at det havde hævet sig otte fod over de omkringliggende bydele.
Conseil d'État (statens juridiske råd) udstedte den 9. november 1785 et dekret, der påbød, at Cimetière des Innocents skulle rømmes, og at de mange døde fra de andre overfyldte kirkegårde i Paris skulle flyttes til et sikrere sted. Lieutenant général de Police i Paris, Louis Thiroux de Crosne, gav Charles Axel Guillaumot, der var Inspecteur Général des Carrières – den hovedansvarlige for opsyn med byens kirkegårde, opgaven at finde og forberede et bedre egnet sted til de dødes knogler.
Charles Axel Guillaumot valgte de forladte kalkstensminer fra romertiden ved plaine Montsouris, og efter at have ombygget og forstærket minerne kunne man begynde at flytte de mange lig. Man flyttede diskret ligene på store vogne om natten ved vintertid. Det tog to år at rømme Cimetière des Innocents. Så fortsatte man med de mest belastede af byens andre kirkegårde, bl.a. Cimetière de la Trinité og Cimetière Saint-Laurant. Sent i 1870'erne var projektet fuldført – da havde man flyttet resterne af mere end seks millioner mennesker fra mere end 30 kirkegårde i Paris og fyldt mere end 350 underjordiske rum med de jordiske rester.

## Minegangene
Man finder minegangene i det 5., 6., 8., 12., 13., 14., 15., 16., og 20. arrondissement i Paris. Det største sammenhængende system er under det 5., 6. og 14. arrondissement, og er ca. 100 kilometer langt. Af andre større sammenhængende systemer ligger under det 13. arrondissement et med ca. 25 kilometer gange, og under det 16. arrondissement findes et system med syv kilometer gange. Hovedparten af minegangene findes ved Montparnasse, Montrouge og Montsouris.
Minernes historie går tilbage til ca. 60 f.Kr.. De leverede sten til de mange byggerier, romerne satte i værk, og gennem århundrederne fortsatte pariserne at bygge med sten fra minerne. Udtjente minegange blev benyttet til begravelsesplads af romerne, og minerne har siden været benyttet bl.a. som tilflugtssted for religiøst forfulgte og til opbevaring af øl, der kunne holdes køligt – temperaturen i gangene ligger konstant på ca. 11 grader. Op gennem 1800-tallets midte blev minegangene et modefænomen hos dele af overklassen i Paris, som holdt fester og sammenkoster i de store, underjordiske sale. Fra samme tid stammer også den første graffiti. Karl 10. af Frankrig har holdt private fester i minen lige til Julirevolutionen i 1830 tvang ham på flugt.
Allerede midt i 1700-tallet havde man oplevet problemer med sammenstyrtninger i minegangene. Det omfattende netværk af gange og rum havde gjort store dele af undergrunden under Paris svag. I 1777 nedsatte den franske regering derfor Inspection générale des Carrières, der skulle føre opsyn med de eksisterende minegange, og forhindre at der blev gravet nye. Dette tilsyn føres stadig med minegangene.
Dele af metroen under Paris kører i de gamle minegange, og under den anden verdenskrig benyttede den franske modstandsbevægelse minegangene som hovedkvarter. Men også de tyske besættelsestropper gjorde brug af gangene og de mange rum. De oprettede en bunker under Lycee Montaigne og en skole under det 6. arrondissement.
Det har siden 2. november 1955 været forbudt at begive sig ned i minerne på egen hånd. Skønt en del af gangene har skilte med navnet på den gade, der er 20 meter højere oppe, kan man let fare vild. Gangene kan være både smalle og meget lave, og en del af dem er oversvømmede. Alligevel benyttes de flittigt af forskellige subkulturer som cave dwellers, der arrangerer fester og happenings i dem, og der findes illegale restauranter og spillesteder. Den 23. august 2004 kunne det franske politi afsløre, at den franske kunstnergruppe La Mexicaine De Perforation havde bygget og drevet en biograf i katakomberne under en af sommerens filmfestivaler. 
Gangene benyttes også til urban exploration af de såkaldte Cataphiles, der ulovligt bevæger sig rundt i gangene, hvor de ofte laver kunstfotografering, tegner nye kort, laver store vægmalerier eller rydder op og gør rent efter andre. På internettet kan man downloade detaljerede kort med beskrivelse af minerne, og det parisiske politi patruljerer i dem.
Katakomberne har også fundet vej til fiktionen: Forfatteren Edgar Allan Poe refererer til dem i sin novelle "The Cask of Amontillado" fra 1846, hvor han lader hovedpersonen Montresor sammenligne et scenarium i fortællingen med katakomberne i Paris. I Disneys filmatisering fra 1996 af "Klokkeren fra Notre Dame" er katakomberne en del af scenariet. Og i udvidelsen "The Lost Artifact" til computerspillet "Tomb Raider III" møder Lara Croft sin fjende i katakomberne. Ligeledes udgør katakomberne i Paris med udgangspunkt i nedgangen ved Place Denfert-Rochereau en spændende kulisse for store dele af handlingen i Blake & Mortimer tegneseriealbummet "Marie-Antoinettes halssmykke", tegnet og forfattet af Edgar P. Jacobs.

## Galleri
Den franske fotograf J.M. Schomburg har lavet en serie kunstfotografier i katakomberne. Her ses et udvalg af dem.